# Иван Данчов (лексикограф)
Вижте пояснителната страница за други личности с името Иван Данчов.
Иван Данчов е български лексикограф. Син е на художника Георги Данчов, по прякор Зографина, и брат на Никола Данчов.

## Биография
Роден е на 1 декември 1888 г. в Пловдив. Завършва френска филология в Нанси, Франция. Работи в Дирекция на печата към Министерството на външните работи, а след 1944 г. става секретар на министерството. Съветник на българските делегации в Букурещ и Атина.
През 1936 г. заедно с брат си съставя и издава „Българска енциклопедия“.
Две години по-късно под псевдоним Ив. Д. Славянов издава „Правописен речник на българския книжовен език“. Ново издание на този речник излиза през 1945 г., допълнен в съавторство с Никола Данчов и подписан под псевдонима Братя Славянови.
Иван Данчов е автор и на „Френско-български речник“ (1939), речника „Чужди думи в българския език“, и има принос към съставянето на „Кратка Българска Енциклопедия в 5 тома“ (1963 – 1969).
Умира на 20 октомври 1960 г. в София.